# Wedge Tomb von Munmahoge

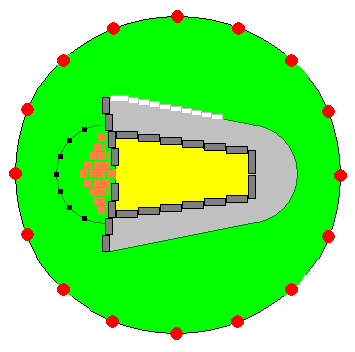
Prinzipskizze Wedge Tomb am Beispiel von Island

Das Wedge Tomb von Munmahoge liegt auf einer stark bewachsenen Feldgrenze im Townland Munmahoge (irisch Móin Mhothóige) bei Tramore im County Waterford in Irland. Es liegt an der Spitze eines Nordhanges von dem aus man das Portal Tomb von Knockeen sehen kann.

## Beschreibung
Es hat drei Tragsteine auf jeder Seite und einen aufliegenden Deckstein. Es gibt zwei große Steine im Erdwall, die als ursprüngliche Decksteine infrage kommen. Die Galerie ist etwa drei Meter lang und 0,9 Meter breit.
Das West-Ost orientierte Wedge Tomb (deutsch „Keilgräber“), früher auch „wedge-shaped gallery grave“ genannt, von Munmahoge ist eines von nur zwei erhaltenen Wedge Tombs in Waterford, das andere ist Carrickavrantry. In Irland sind aktuell 559 Wedge Tombs bekannt. Sie kommen vor allem in der Westhälfte der Insel vor.